# Quartet de corda núm. 1 (Xostakóvitx)
El Quartet de corda núm. 1 en do major, op. 49, va ser compost per Dmitri Xostakóvitx entre el 30 de maig i el 17 de juliol de 1938 i es va estrenar a Leningrad el 10 d'octubre de 1938 a la Sala Petita del Conservatori pel Quartet Glazunov (lia Lukaixevski, Aleksandr Petxnikov, Aleksandr Rivkind, David Mogilevski). Té una durada aproximada de 15 minuts i no porta cap dedicatòria.

## Moviments
- I. Moderato
- II. Moderato
- III. Allegro molto
- IV. Allegro

## Origen i context
Abans de compondre el seu primer quartet de corda "oficial", Xostakóvitx ja havia escrit música per a aquesta formació en dues ocasions. La primera va ser Dues peces per a quartet de corda (1931, arranjades de fragments de Lady Macbeth del districte de Mtsensk i de L'edat d'or), dedicades al Quartet Jean Vuillaume. La segona va ser per a la banda sonora de la pel·lícula Podrugui (Les amigues, 1934). Quan als anys 60 es va restaurar aquesta pel·lícula es va emprar com a tema principal la música corresponent al segon moviment (compassos 11-62), adjudicant-li el número d'op. 41a.
Després del toc d'atenció que va rebre amb Lady Macbeth, Xostakóvitx va haver de posar en un calaix l'alta dissonància que es troba a la Quarta Simfonia i es va haver de decantar pel llenguatge harmònic més senzill de la Cinquena, i pel Primer Quartet i el Quintet. Aquests mateixos anys van veure que la situació internacional es va deteriorar ràpidament i en el moment de la Sisena Simfonia (1939) la guerra havia engolit la major part d'Europa.
Uns mesos després de l'estrena de la seva Cinquena Simfonia Xostakóvitx va començar a escriure el seu Primer Quartet de corda. Ell mateix va explicar: «Vaig escriure la primera pàgina com una mena d'exercici original en la forma de quartet, sense pensar a completar-lo i publicar-lo posteriorment. Com a regla general, sovint escric coses que no publico. Són el meu tipus d'estudis com a compositor. Però després, treballar en el quartet em va captivar i el vaig acabar amb força rapidesa».
El quartet és relativament breu i amb un estat d'ànim de caràcter lleuger. El seu estil és conservador, com l'scherzo de la Simfonia núm. 5, però molt menys eclèctic, més ortodox. En diverses ocasions, el compositor va destacar el caràcter "primaveral" de l'obra, i segons algunes fonts, el quartet porta el subtítol de "Primavera".

## Representacions
El 16 de novembre de 1938, el Quartet Beethoven format pels violinistes Dmitri Tsiganov i Vassili Xirinski, el violista Vadim Borissovski i el violoncel·lista Serguei Xirinski, el va tornar a tocar a la Sala Petita del Conservatori de Moscou.